# Aleuroplatus affinis
Aleuroplatus affinis là một loài côn trùng cánh nửa trong họ Aleyrodidae, phân họ Aleyrodinae.
Aleuroplatus affinis được Takahashi miêu tả khoa học đầu tiên năm 1961.